# Los Tiguerones
Los Tiguerones es un cártel o una organización narcoterrorista y criminal ecuatoriana que se especializa en actividades de narcotráfico, extorsión, secuestros, asesinatos y otros delitos. El grupo se dividió de Los Choneros en 2021, junto con Los Lobos y Los Chone Killers tras el asesinato del líder de Los Choneros, Jorge Luís Zambrano alias 'Rasquiña'. El grupo se originó en la ciudad de Esmeraldas pero también se ha expandido en otras ciudades de la Costa como Guayaquil y Manta, además se creen que han llegado al norte del Perú.

## Origen
Los Tiguerones surgieron a finales de la pasada década en Esmeraldas, otra ciudad portuaria en el norte del país a unos 400 km de Guayaquil.
Sus primeras actividades delictivas se registraron en 2019, cuando eran una ramificación local o brazo armado de la mayor banda criminal de Ecuador, llamada Los Choneros. William Jofre Alcívar Bautista, alias Comandante Willy —conocido también como Negro Willy— es el líder de Los Tiguerones. Alcívar es un ex guía penitenciario.

## Toma de TC Televisión
El día 9 de enero de 2024, el medio de comunicación TC Televisión (ubicado al norte de la ciudad de Guayaquil) sufrió un golpe en el interior de sus estudios, presuntamente por miembros de Los Tiguerones, dentro de sus instalaciones a las 14:17 de la tarde en la sección llamada "Después del Noticiero", un grupo de 13 hombres encapuchados y fuertemente armados con pistolas y escopetas y hasta con granadas y dinamita y otros explosivos, ingresaron a las instalaciones del canal y aterrorizaron a sus trabajadores y a los televidentes, el motivo del ingreso fue supuestamente para "dar un mensaje" y causar terror a la población, hirieron a 2 reporteros dentro del canal y se escucharon detonaciones, aunque existe también la teoría de que fue una distracción ya que ese mismo día se conoció de manera oficial de que se habían fugado dos grandes Capos y líderes de sus respectivas organizaciones criminales, los cuales eran Adolfo Macías Villamar alias 'Fito' (todavía prófugo actualmente) y Fabricio Colón Pico 'Capitán Pico' (capturado 3 meses después en Abril), los trabajadores del canal salieron con vida y los 13 delincuentes fueron detenidos y procesados penalmente.